# Trochocyathus spinosocostatus
Trochocyathus spinosocostatus är en korallart som beskrevs av Zibrowius 1980. Trochocyathus spinosocostatus ingår i släktet Trochocyathus och familjen Caryophylliidae. Inga underarter finns listade i Catalogue of Life.